# Station Strzegom Miasto
Station Strzegom Miasto (vroeger Striegau Stadt) is een spoorwegstation in de Poolse plaats Strzegom.